# Памятник женщине (скульптура Миро)
«Памятник» (кат. Monument), «Памятник женщине» (кат. Monument a la dona), другое название — «Яйцо Миро». — скульптура работы испанского скульптора Жуана Миро (1893-1983). Создана в 1972 году. Находится в г. Пальма на о. Мальорка (Балеарские о-ва) Испании. Установлена у стен Королевского дворца Альмудайна и Королевского сада на площади Рейна.
Впервые скульптура была выставлена в галерее Ла-Лонжа в 1978 году, прежде чем была приобретена мэрией Пальмы в 1980 году. Отреставрирована в 1988 году, когда возникла опасность, что голова и тело могут отделиться друг от друга; установлена на теперешнем месте по желанию самого Миро перед его смертью в 1983 году.
Скульптура вылита из бронзы и посвящена женщине; состоит из двух частей: головы и тела.